# لرش (راینگاو)
شهر لرش (به آلمانی: Lorch) در ایالت هسن در کشور آلمان واقع شده‌است.